# Agylla limpida
Agylla limpida är en fjärilsart som beskrevs av Heinrich Benno Möschler 1890. Agylla limpida ingår i släktet Agylla och familjen björnspinnare. Inga underarter finns listade i Catalogue of Life.